# Le Fraysse
Le Fraysse település Franciaországban, Tarn megyében. Lakosainak száma 420 fő (2022. január 1.). Le Fraysse Alban, Ambialet, Paulinet, Saint-André és Villefranche-d’Albigeois községekkel határos.

## Népesség
A település népességének változása:
| Lakosok száma | 392  | 386  | 392  | 401  | 410  | 419  | 422  | 420  |
|               | 2013 | 2015 | 2017 | 2018 | 2019 | 2020 | 2021 | 2022 |